# Piper colipanum
Piper colipanum är en pepparväxtart som beskrevs av C. Dc.. Piper colipanum ingår i släktet Piper och familjen pepparväxter. Inga underarter finns listade i Catalogue of Life.